# هجرة الغرابة
هجرة الغرابة أو الغرابة قرية سعودية، تتبع مركز الراغبه التابعة لمحافظة الطائف في منطقة مكة المكرمة. تقع في شمال شرق الطائف، وتبعد عنها قرابة 380 كم.